# Давньогрецька колонізація
Давньогре́цька колоніза́ція, часто Вели́ка гре́цька колоніза́ція (VIII — VI ст. до н. е.) — процес заснування грецькою державою нових поселень на чужих землях. Сам термін «колонізація» походить від лат. colo (живу, населяю, обробляю). Греки називали новостворені поселення апойкіс від слова апойкео (виселяюсь). Місто, яке заснувало свою колонію, мало назву метрополія (місто — мати). Власне, грецька колонізація мала вплив на подальший розвиток міст-полісів, а також сприяла утворенню торгівельних і культурних зв'язків грецького суспільства з іншими народами. 

## Причини
Причинами заснування греками колоній були сильне економічне зростання, що призвело до перенаселення батьківщини, а також те, що земля цих грецьких міст-держав не могла утримувати велике місто. Території, які греки намагалися колонізувати, були гостинними і родючими. Грецька колонізація зазвичай була мотивована комбінацією факторів, залежно від контексту. 
Демографічний тиск та екологічні фактори спонукали до колонізації інших земель. Згідно з розповіддю Геродота про заснування колонії Кірена в Лівії, це пов'язано з соціальними заворушеннями на острові Фера ( мегаполіс ), спричиненими сильним перенаселенням та тривалою посухою.  Геродот навів дві різні версії відкриття Кірени . Версія кіренейців наголошувала на божественному призначенні Батта (засновника) оракулом Аполлона для заснування колонії в Лівії.  Включення Геродотом релігійних пророцтв та міфічних елементів відображало упередженість до ролі релігії як одного з факторів, що сприяють колонізації.  На противагу цьому, версія, надана феранцями, зосереджувалася на їхньому царі Грінні та його наказі відправити Батта для заснування колонії в Лівії.  Хоча ця версія була більш реалістичною, вона також могла служити пропагандою для ферейців, щоб підтримувати свої історичні та культурні зв'язки з кіренейцями заради економічних та політичних вигод.
Крім того, родючі землі на Пелопоннесі обмежені. Фукідід згадував, що ранні грецькі міста-держави часто боролися за якісні землі, які використовувалися в сільському господарстві, здійснюючи жорстокі набіги. Це створювало додаткове навантаження на населення міст-держав, що ускладнювало заселення громад і заохочувало міграцію.
Ще однією причиною грецької колонізації було розширення свого впливу. Оскільки стародавні греки на Пелопоннесі розвинули почуття ідентичності, у них виникло бажання поширювати свою культуру через колонізацію. На початку грецької колонізації (8-7 століття до н.е.) апойки (ἀποικία) були одним з найпоширеніших типів грецьких колоній. Хоча ці колонії зазвичай були незалежними від метрополії і мали власне управління, їхній устрій зазвичай моделювався за зразком рідного міста. Крім того, вони зазвичай підтримували міцні культурні зв'язки з метрополією через спільну спадщину, що дозволяло грецькій культурі поширюватися серед місцевого населення.
Розповідь Дідора про заснування колонії Турія була зумовлена запрошенням сибаритської влади заснувати грецьку колонію з різних грецьких міст-держав. Археологічні розкопки виявили зруйновані грецькі споруди та артефакти, які можуть дати уявлення про грецьке походження міста.   Крім того, афіняни прагнули розширити свій вплив і шукали союзників під час Пелопоннеської війни. Розповідь Фукідіда про спробу афінян колонізувати Сицилію, під час Пелопоннеської війни була зумовлена підтримкою сицилійських міст, що підкреслює важливість створення альянсів для розширення власної сфери впливу.
У деяких випадках деякі колонії були засновані, щоб втекти від громадянських заворушень або політичної нестабільності. Наприклад, криза ідентичності в метрополії спричиняла політичну та соціальну напругу, що призводила до вигнання певних груп населення. Страбон згадував про заснування Тараса парфянами, які були нащадками спартанських жінок, але були позбавлені повноправного громадянства. Після невдалої спроби змови проти місцевих жителів, їх закликали знайти колонію Тараса, щоб запобігти подальшому конфлікту. Розповідь Страбона про заснування Тараса парфянами узгоджується з іншим історичним контекстом, таким як Мессенська війна, яка породила парфян. Вигнавши одну зі сторін, можна було пом'якшити соціальні конфлікти в рідному місті. Сучасні дослідники також припускають, що такі фактори, як втеча від злочину або навіть дослідження, могли мотивувати інших засновувати нові колонії.
Сучасні дослідники припускають, що визнання економічної та стратегічної цінності призводить до подальшої колонізації. Багато колоній було засновано вздовж Середземного та Чорного морів як торгові вузли та центри комерції. Ці колонії називалися емпоріонами (ἐμπόριον), які зазвичай засновувалися у стратегічних місцях, що дозволяло їм контролювати та полегшувати певні торгові шляхи. З часом вони перетворювалися на важливі торгові центри. Наприклад, колонії емпоріонів були створені вздовж узбережжя Південної Італії та Сицилії через велику кількість природних ресурсів та родючих земель. Це допомагало полегшити морську торгівлю та розширити власну торговельну мережу. Більше того, вони могли регулювати податки в міру того, як розвивалися у більші колонії, що могло сприяти довгостроковому економічному процвітанню метрополії. Інші колонії були засновані вздовж берегової лінії як військові форпости для захисту торгових шляхів. Головною метою сицилійської експедиції, здійсненої афінянами під час Пелопоннеської війни, було захоплення Сіракуз, важливого стратегічного пункту і союзника очолюваної спартанцями Пелопоннеської ліги. За словами Фукідіда, афінян також приваблювало багатство і ресурси, доступні там, навіть якщо це було перебільшено. Крім того, він стверджував, що захоплення Сицилії зміцнить їхню владу в середземноморському світі. Незважаючи на те, що Фукідід переоцінював особисті фактори, такі як прагнення до багатства і слави окремих осіб, сучасні вчені визнають стратегічну важливість такої експедиції, яка допомогла б сформувати рішення, прийняті цими особами. Захопивши Сицилію, афіняни здобули б панування над торговельними шляхами в Середземномор'ї. Це свідчить про те, що вони, ймовірно, усвідомлювали стратегічні та торговельні вигоди, які приносили колонії.
У V-IV ст. до н. е. Афінська імперія заснувала новий тип колоній під назвою Клерухії (κληρουχία). На відміну від інших грецьких колоній, клерухії були політично залежними від Афін, їхнє управління відбувалося за зразком Афін, а громадяни зберігали афінське громадянство. Більше того, громадяни, що жили в цих колоніях, отримували землі в обмін на військову службу і повинні були сплачувати податки Афінам.
Існують дискусії щодо інших мотивів клерукії. Античні джерела припускають, що клерухії були створені для боротьби з бідністю шляхом роздачі землі бідним. З розповіді Плутарха випливає, що клерухії були створені як захід соціального захисту шляхом роздачі землі бідним.[ Більше того, в клерухії Бреї були стародавні написи, що передбачали виділення землі тільки для нижчого і середнього класів, за винятком вищих майнових класів. Навпаки, деякі давньогрецькі могильні знаки в Клерухії Евбеї свідчать про те, що в колонії проживали заможні люди.Археологічні знахідки на місці Врахоса на Евбеї свідчать про те, що він був населений не лише бідняками. Наприклад, присутність 200 неафінських найманців і потужне укріплення, свідчить про значні економічні та військові інвестиції в цей район. Інші сучасні дослідники припускають, що мотивом був захист зернового флоту, а клерухії були створені вздовж шляху до Чорного моря, де земля була більш родючою, ніж у Греції. Деякі острови, такі як Лесбос, приносили Афінам значні прибутки завдяки орендній платі з поселень. Отже, Клерухії були важливими для Афін не лише як стратегічні місця, але й як джерело багатства у вигляді сільського господарства та ренти, що було життєво важливим під час Пелопоннеської війни.

## Характерні ознаки
Заснування колоній, як правило, було організовано метрополією (материнським містом), хоча в багатьох випадках це могло включати співпрацю з іншими містами. Місце для колонізації обиралося заздалегідь з метою забезпечення переваг для бізнесу, а також безпеки від рейдерів. Для того, щоб створити відчуття безпеки і впевненості в новій колонії, вибір місця вирішувався відповідно до його корисності.  До складу місії завжди входив лідер, або Ойкістеса, якого призначали колоністи. У нових містах колоністи розділяли землю, включаючи ферми. Система управління зазвичай приймала форму, подібну до тієї, що існувала в метрополії.
Грецькі колонії часто засновувалися вздовж узбережжя, особливо в період колонізації між 8 і 6 століттями до нашої ери. Багато грецьких колоній були стратегічно розташовані поблизу узбережжя, щоб полегшити торгівлю, комунікацію та доступ до морських ресурсів. Ці колонії відіграли вирішальну роль у поширенні грецької культури, торговельних мереж і впливу в Середземноморському та Чорноморському регіонах. Хоча деякі колонії були засновані в глибині країни з різних причин, прибережні місця були більш поширеними через тісний зв'язок греків з морем.

## Географія
Численні колонії були засновані в Північній Греції , головним чином в районі Халкідіки , а також у Фракії. Іонійці заснували свої перші колонії близько 7-го століття в Південній Італії, Фракії та на Чорному морі. Фера заснувала Кірену та Андрос, а Самос заснував численні колонії в Північному Егейському морі.

### Македонія і Фракія
Халкідіки були заселені евбейцями, головним чином з Халкіса, які дали назву цим колоніям. Найважливішими поселеннями евбейців в Халкідіці були Олінф (який був заселений у співпраці з афінянами), Тороне, Менда, Серміле, Афітіда і Клеоне на півострові Афон. Іншими важливими колоніями в Халкідіці були Акант, заснований колоністами з Андроса , і Потідея, колонія Коринфа. Тасосійці за допомогою афінянина Каллістрата з Афідні заснували місто Дат. Під час Пелопоннеської війни афіняни разом з Гагноном, сином Нікія, заснували місто Еннеа Ходой (Ἐννέα ὁδοὶ), що означає дев'ять доріг, на нинішньому місці "Пагорба 133" на північ від Амфіполіса в Серрі.
Численні інші колонії були засновані у Фракії іонійцями з узбережжя Малої Азії. Важливими колоніями були Маронея та Абдера. Мілетійці також заснували Абідос і Кардію на Геллеспонті та Редест у Пропонтіді. Самостійці колонізували острів Самофракія, ставши джерелом його назви. Зрештою, паросі колонізували острів Тасос під керівництвом екіста і батька поета Архілоха, Телесікла.
У 340 році до н.е., коли Олександр Македонський був регентом Македонії, він заснував місто Александрополь Медіка після перемоги над місцевим фракійським племенем.

### Велика Греція: материкова Італія та Сицилія
Основна стаття: Велика Греція
Велика Греція - це назва, дана римляними прибережним районам Південної Італії на території сучасних італійських регіонах Калабрія, Апулія, Базиліката, Кампанія та Сицилія, які були інтенсивно заселені греками.
Греки почали селитися на півдні Італії у 8 столітті до н. е.
Першою великою міграційною хвилею, спрямованою до західного Середземномор'я, була хвиля евбейців, прямувана до Неаполітанської затоки. Після Піфекуз (на острові Іскія ), найстарішого грецького поселення в Італії, неподалік заснували Куми , свою першу колонію на материку, а потім у Мессінській протоці — Занкл на Сицилії та неподалік, на протилежному березі, Регіум.
Другою хвилею були ахейці, які спочатку зосередилися на Іонічному узбережжі (Метапонтій, Посейдонія, Сібаріс, Кротон),незадовго до 720 року до н.е. У невідомий час між 8 і 6 століттями до н.е. афіняни іонійного походження заснували Скіллетій (поблизу сучасного Катандзаро).
Пізніше на Сицилії евбейці заснували Наксос, який став основою для заснування міст Леонтіні, Тавроменіон і Катанія. Їх супроводжувала невелика кількість дорійців та іонійців; афіняни відмовилися брати участь у колонізації. Найсильнішою з сицилійських колоній була Сіракузи, колонія коринфян у 8 столітті до н.е.
Біженці зі Спарти заснували Таранто, яке перетворилося на одне з наймогутніших міст у регіоні. Мегара заснувала Мегару (Гіблею) та Селіной; Фокея заснувала Елею; Родос заснував Гелу разом з критянами та Ліпарі разом з Кнідом; локри заснували епізефійську Локріду.  Згідно з легендою, Лагарія, що знаходилася між Турією та річкою Сінні, заснували фокійці.
Свідченням частих контактів між грецькими поселенцями та місцевим населенням є Тімпоне Делла Мотта, який демонструє вплив грецького стилю на онеотрійську кераміку.
Багато міст регіону стали метрополіями для нових колоній, таких як сіракузьки, які заснували місто Камаріна на півдні Сицилії; або занклеанці, які очолили заснування колонії Гімера. Так само Наксос, який заснував багато колоній, в той час як Сібаріс заснував колонію Посейдонію. Гела заснувала власну колонію Акрагас. 
З колонізацією грецька культура була експортована до Італії з її діалектами давньогрецької мови, релігійними обрядами та традиціями незалежного поліса. Незабаром розвинулася самобутня еллінська цивілізація, яка згодом взаємодіяла з місцевими італійськими цивілізаціями. Одним з найважливіших культурних пересень був халкідський/кумейський різновидність грецького алфавіту, який був прийнятий етрусками; давньоіталійський алфавіт згодом еволюціонував в латинський алфавіт, який став найпоширенішим алфавітом у світі.

### Іонічне, Адріатичне моря та Іллірія
Регіон Іонічного моря та Іллірії були колонізовані виключно Коринфом. Коринфяни заснували важливі заморські колонії на морських шляхах до Південної Італії та на захід, що дозволило їм стати провідною імперією західної частини Середземномор'я. Важливими колоніями Коринфа були Левкада, Астах, Анакторей, Акцій, Амбракія та Коркіра - всі на території сучасної західної Греції.
Коринтяни також заснували важливі колонії в Іллірії, які перетворилися на великі міста Аполлонія та Епідамн на території сучасної Албанії. Той факт, що близько 6 століття до н.е. жителі Епідамна побудували в Олімпії скарбницю в доричному стилі, підтверджує, що місто було одним з найбагатших у давньогрецькому світі. У стародавньому переліку Епідамн описується як "великодержавне і дуже густонаселене" місто. Німфей був ще однією грецькою колонією в Іллірії. Абанти з Евбеї заснували місто Троніон в Іллірії.
Далі на захід колоністи з грецького міста-держави Парос у 385 році до н. е. заснували колонію Фарос на острові Хвар в Адріатиці, на місці сучасного Старого Граду в Хорватії. На початку IV століття до н.е. грецький тиран Сіракуз Діонісій I заснував колонію Ісса на сучасному острові Віс, а потім торговці з Ісси заснували торгові центри в Трагуріоні ( Трогір ) та Епетіоні ( Стобреч ) на Іллірійському материку в III столітті до нашої ери.
У 1877 році в Лумбарді на східному краю острова Корчула в сучасній Хорватії було виявлно грецький напис, який свідчить про заснування там ще одного грецького поселення в III або IV столітті до н.е. колоністами з Ісси. Артефакт відомий як Лумбардська псефізма. Свідчення карбування монет на іллірійському узбережжі, які використовувалися для торгівлі між іллірійцями та греками, можуть бути датовані приблизно IV  століттям до н.е. і карбувалися в адріатичних колоніях, таких як Ісса і Фарос.

## Напрямки грецької колонізації
На відміну від фінікійської колонізації грецька йшла у 3-х основних напрямках:
1. Західному (узбережжя і острови Іонічного моря на північний захід від Греції: Італія, Сицилія, Південна Галія та Іспанія).
2. Північно-східному (північне узбережжя Егейського моря, Геллеспонт, Пропонтида, береги Чорного моря — Понта Евксінського і Меотиди.)
3. Південно-східному (південний берег Анатолії, Кіпр, Сирія, Північна Африка).
Найінтенсивніше колонізаційний процес йшов у двох перших напрямках.
Піонерами колонізації були евбейські міста — Халкіда і Еретрія. Вони знаходилися на березі протоки, мали поклади міді, досить родючі землі, тобто були найрозвиненішими. Слідом за ними на шлях колонізації стали Коринф, Мегари, Мілет, Фокея і острівні держави (Парос, Родос). Пізніше за інших до процесу приєдналися Спарта і Афіни.
Перш за все елліни вирушили на захід. Близько 774 р. до н. е. на невеликому острові Іскія (біля західного узбережжя Італії) з'являється перша колонія халкідян і еретрійців — Пітекусси. Близько 750 р до н. е. першу колонію  на материку — Куми в Італії заснували халкідяни.
Найважливішим грецьким містом на Сицилії стали Сіракуза, засновані 733 р до н. е. коринфською експедицією на чолі з Архієм. У колонізації Сіракуз брали участь і мегарці, які на північ від Сіракуз заснували Мегари Гіблейські. Родосці і критяни  заснували Гелу. Ще далі на захід пішли фокейці, що заснували Массілію біля гирла Рони і Емпорії в Іспанії.
Наприкінці VIII — на початку VI ст. до н. е. греки проникають у протоку Геллеспонт і далі на північ. Провідну роль тут відіграли поліси Східної Греції (Мілет, Самос, Хіос, Мітілена, Колофон), а також Мегари. Досить швидко береги Геллеспонту, Пропонтиди і Боспору Фракійського покрилися мережею еллінських колоній, серед яких виділялася мегарська колонія Візантій на березі Боспору, — протоки, яка вела в Чорне море. Майже всі міста Південного, Західного, Північного і Східного Причорномор'я засновувалися Мілетом.
Таким чином протягом двох з половиною століть греки освоїли значну частину узбережжя Середземного моря, все Причорномор'я, більшу частину Приазов'я.

## Вплив грецької колонізації на метрополії
- сприяла соціально — економічному і культурному розвиткові всього грецького світу;
- остаточному відокремленню ремесла від землеробства;
- розширенню обміну між грецькими містами та іншими країнами і набуттю торгівлею міжнародного характеру;
- привела до зміни напрямку у розвитку сільського господарства: основна увага стала приділятися виноградарству і маслинництву;
- послабила родову знать, сприяла розкладу аристократичного ладу і виникненню полісного устрою;
- розширила кругозір греків, виховала допитливість, змусила задуматися над багатьма речами, що стало психологічною основою виникнення елліністичної науки.